# جيمس مارتينيز
جيمس مارتينيز (بالإنجليزية: James Martinez) هو مصارع رياضي أمريكي، ولد في 14 نوفمبر 1958 في أوسيو في الولايات المتحدة.

## وصلات خارجية
- جيمس مارتينيز على موقع قاعدة بيانات المصارعة الدولية (الإنجليزية)
- جيمس مارتينيز على موقع أوليمبيديا (الإنجليزية)